# Chi McBride
Kenneth Chi McBride, född 23 september 1961 i Chicago, Illinois, är en amerikansk skådespelare.

## Filmografi (urval)
- 1996 – The Frighteners
- 1998 – Kod Mercury
- 2000 – Gone in 60 Seconds
- 2000 – The Kid
- 2000–2004 – Boston Public (TV-serie)
- 2002 – Undercover Brother
- 2004 – The Terminal
- 2004 – I, Robot
- 2005 – House (TV-serie)
- 2006 – Annapolis
- 2006 – Let's Go to Prison
- 2006–2007 – The Nine (TV-serie)
- 2007 – The Brothers Solomon
- 2007–2009 – Pushing Daisies (TV-serie)